# Guerra Junqueiro
Guerra Junqueiro (ur. 1850, zm. 1923) – portugalski prawnik, polityk i poeta.

## Życiorys
Abílio Manuel Guerra Junqueiro urodził się w miejscowości Freixo de Espada à Cinta 17 września 1850 roku. Był synem José Antónia Junqueira Júniora i jego żony Any Marii Guerry. Uczył się w liceum w Bragançy. Po ukończeniu szkoły średniej rozpoczął studia teologiczne na Uniwersytecie w Coimbrze. Po dwóch latach zrozumiał, że nie ma powołania duchownego i przeniósł się na wydział prawa. Studia ukończył w 1873 roku. Już wtedy dał się poznać jako utalentowany poeta. W 1868 roku opublikował dzieła O Aristarco Português i Baptismo de Amor. W 1873 wydał poemat À Hespanha Livre, poświęcony utworzeniu republiki w Hiszpanii, którym otwarcie zdeklarował się jako demokrata. W Coimbrze redagował czasopismo A Folha. Po przeprowadzeniu się do Lizbony współpracował z pismami politycznymi i artystycznymi, jak A Lanterna Mágica. Wybrał karierę urzędnika. Był sekretarzem gubernatora prowincji Angra do Heroísmo, a potem Viana do Castelo. W 1878 został deputowanym do parlamentu. Zmarł w Lizbonie, 7 lipca 1923 roku.

## Twórczość

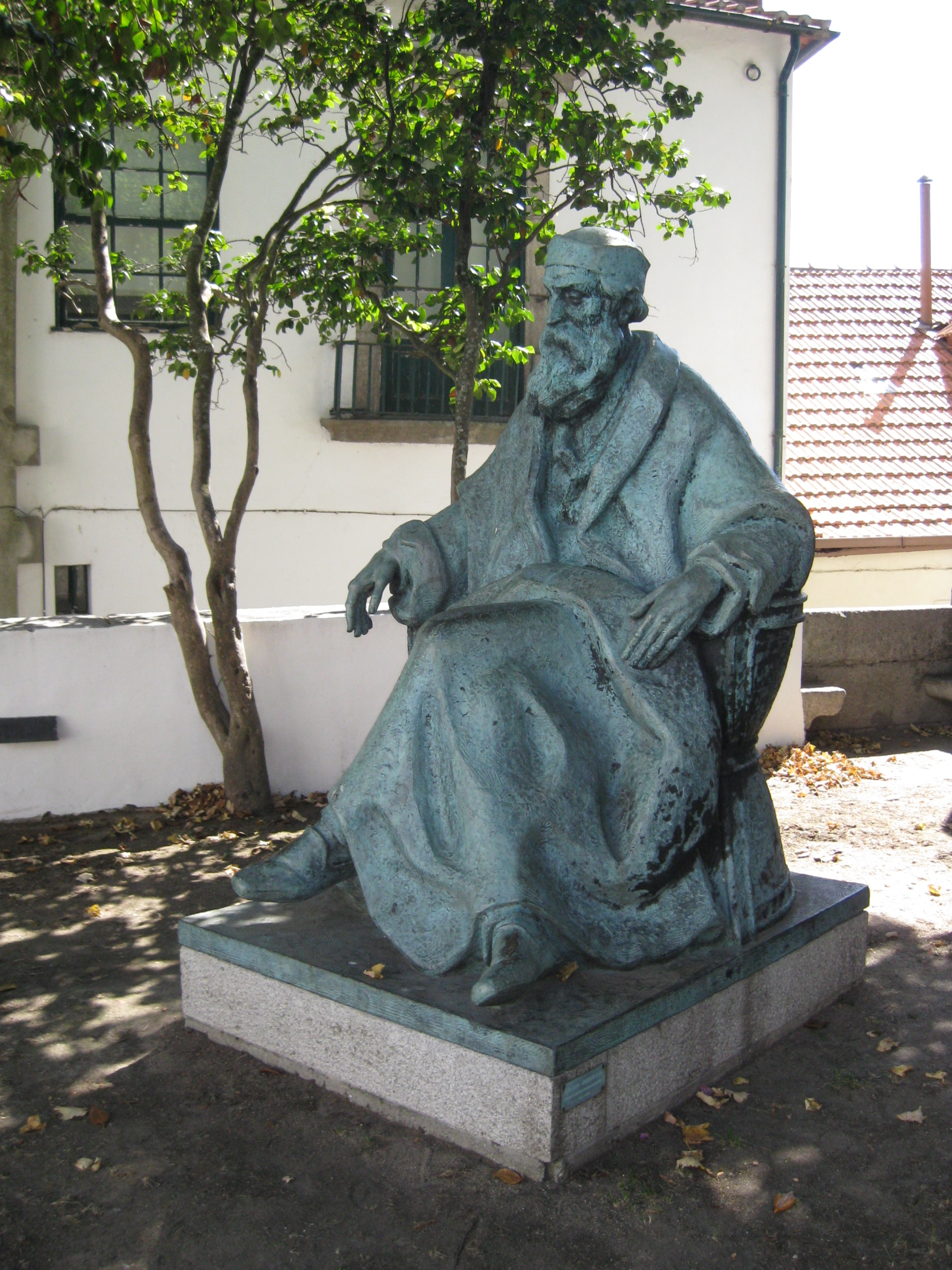
Guerra Junqueiro. Pomnik z brązu Leopolda de Almeida (1970) w ogrodzie muzeum poety

W 1874 roku Guerra Junqueiro wydał tomik A Morte de D. João, który spotkał się z przychylnymi recenzjami uznanych literatów, jak Camilo Castelo Branco i Joaquim Pedro de Oliveira Martins. Odtąd zajmował centralne miejsce na literackiej scenie Portugalii. Był uważany za portugalskiego Wiktora Hugo i największego poetę socjalnego. W swojej twórczości zajmował pozycje demokratyczne, postępowe i antyklerykalne. Był też aktywny jako tłumacz. Przełożył na portugalski dzieła Hansa Christiana Andersena. Dzieło Guerry Junqueiry wysoko cenił największy poeta portugalski XX wieku, Fernando Pessoa.